# Lipovski
Lipovski (en rus: Липовский) és un poble (un possiólok) de l'óblast de Saràtov, a Rússia, segons el cens del 2010 tenia 688 habitants. Pertany al districte municipal d'Ozinki.